# Ángel de Peredo
Ángel de Peredo (* 1623 in Queveda, Kantabrien, Spanien; † 21. März 1677 in Córdoba, heute: Argentinien) war ein spanischer Offizier und Richter, der vorübergehend als  Gouverneur von Chile und später als Gouverneur der Provinz Tucumán amtierte.

## Leben
Peredo entstammte einer Familie aus den Bergen bei Santander. Er diente der spanischen Krone als Offizier in den Kriegen gegen Portugal. Er war verheiratet mit Antonia Ramírez Urrutía y Erratia, sein Sohn wurde in den Orden von Calatrava aufgenommen. Peredo ging dann in die Neue Welt.
Er war Präsident der Real Audiencia von Chile, als König Philipp IV. die Absetzung von Gouverneur Pedro Porter Casanate anordnete. In dieser Funktion übertrug ihm der Vizekönig von Peru, der Herzog von Santisteban del Puerto, übergangsweise das Amt des Gouverneurs, bis ein vom König berufener Nachfolger aus Europa eintreffen würde.
Peredo übernahm die Amtsgeschäfte im Mai 1662 vom amtierenden Vorgänger Diego González Montero. Auch seine Amtszeit war vom Krieg gegen die aufständischen Mapuche in Araukanien geprägt. Er besiedelte Forts neu, die von den Indios verwüstet worden waren, und gründete zur Befestigung der Grenze die Stadt Santa Maria de Guadalupe, das heutige Lota.
Im Januar 1664 wurde er von Francisco de Meneses Brito abgelöst, der vom König als regulärer Nachfolger berufen worden war und via Buenos Aires aus Spanien eintraf. Unmittelbar nach dessen Amtsantritt erhob der Nachfolger schwere Vorwürfe gegen Peredo. Er habe, so Meneses, die Stellenzahl im Heer über den Bedarf hinaus ausgedehnt und öffentliche Positionen zum Verkauf angeboten. Peredo floh vor der drohenden Verhaftung über die Anden.
Nach der Absetzung Meneses’ wurde Peredo rehabilitiert und amtierte von 1670 bis 1674 noch als Gouverneur der Provinz Tucumán. Auch in dieser Funktion war er mit der Bekämpfung von Indios beschäftigt. 1673 führte er eine Strafexpedition gegen die Mocoví des Gran Chaco, nachdem diese immer wieder Siedlungen überfallen hatten. Er hatte aus Spanien bereits die Erlaubnis zur Rückkehr nach Europa erhalten, als er in Córdoba starb.